# Кириллова, Васса Ивановна
Васса Ивановна Кириллова — советский хозяйственный, государственный и политический деятель, Герой Социалистического Труда.

## Биография
Родилась в 1920 году в деревне Александровка в семье кузнеца. Член ВКП(б).
С 1935 года — на хозяйственной, общественной и политической работе. В 1935—1974 гг. — работница в колхозе имени Будённого, комбайнёр совхоза «Коточиговский» и «Озернинский» Викуловского района Тюменской области.
Указом Президиума Верховного Совета СССР от 23 июня 1966 года присвоено звание Героя Социалистического Труда с вручением ордена Ленина и золотой медали «Серп и Молот».
Избиралась депутатом Верховного Совета СССР 4-го созыва.
Умерла в 2011 году.